# Pride 邁向榮耀之路
《Pride 邁向榮耀之路》（日语：プライド）是日本漫畫家一由香莉創作的日本漫畫，自2002年12月起在月刊《Chorus》（集英社）連載，2007年本作榮獲第11屆日本新媒體動漫藝術節漫畫部門優秀賞。

## 劇情簡介
以演出歌劇為志願的富家千金麻見史緒在音樂大學即將畢業的時期，有位名叫綠川萌的女孩來家中打掃，兩人因而相識。綠川和麻見抱著相同的目標。其後，麻見因父親的公司倒閉，原本預定前往義大利留學的計畫宣告取消。
在某場優勝者可獲得贊助出國深造及發行唱片的徵選會上，麻見和綠川兩人重逢。被麻見高高在上的態度刺傷的綠川，在麻見決賽上臺前對麻見表示「妳的母親可是因妳而死的」。被矇在鼓裡的麻見聽到這番衝撃的事實，因情緒混亂而表現不佳，在徵選中落敗。
而後，麻見因友人池之端蘭丸的母親奈津子的緣故，結識了經營「Queen Record」唱片公司副社長神野隆，並與其訂下婚約。互相厭惡的麻見和綠川，則因唱片公司的考量之下而不得不合唱，但意外的，兩人的組合獲得眾人好評，加上池之端蘭丸的鋼琴伴奏，三人組合引起電視臺製作人的注意，因而在音樂節目中以「SRM（三人名字縮寫）」的名義登場。
知名廣告商觀看了音樂節目後，力薦由「SRM」自創廣告曲搭配飲料商品，原本邀來eiko（神野隆的同父異母妹妹）代言，但因故而未能成形。
最後，史緒前往維也納、綠川前往義大利、蘭丸赴紐約……。

## 登場人物
- 麻見史緒
著名歌劇演員木見佐和子的女兒，千金大小姐。因家人關係，有戀父情結。
- 池之端蘭丸
俱樂部「Prima Donna」主人奈津子的兒子。
- 綠川萌
目標成為歌劇歌手的學生。
- 神野隆
唱片公司「Queen Record」的副社長。
- eiko
神野隆同父異母的妹妹。
- 綠川多美子
綠川萌的母親。從事酒店坐檯小姐，曾經夢想成為歌劇演員。現在耽溺於男人與酒。每次都對小萌勒索，為了知道小萌的住處，還登堂入室闖入公司。神野因此討厭她。以前差點被小萌殺死。

## 電影
《超級女聲》，為2009年上映的日本電影，改編自 一由香莉的漫畫作品《Pride 邁向榮耀之路》。此片由Stephanie主演。

### 演員列表
- 麻見史緒：Stephanie
- 綠川萌：滿島光
- 池之端蘭丸：渡邊大
- 神野隆：及川光博
- 綠川多美：木村綠子
- 麻美總一郎：川平慈溫
- 東野沙耶加：黑川智花（特別演出）
- 有森秘書：新山千春（友情演出）
- 池之端菜都子：高島禮子
- 山本教授：由紀沙織
- 星野權三郎：長門裕之
- 歌劇幕後主唱：中村初惠、相原玲奈

### 幕後人員
- 導演：金子修介
- 編劇：高橋美幸（日语：高橋美幸）、伊藤秀裕
- 製片：坂井洋一、伊藤秀裕
- 配樂：清水信之（日语：清水信之）
- 製作委員會：HEXAGON PICTURES、SME Records、Marvelous

### 主題曲
- 〈Pride〜A Part of Me〜 feat.SRM〉

### 獎項
- 第1回TAMA電影獎（日语：TAMA CINEMA FORUM）最優秀新進女演員賞：滿島光
- 第19回日本電影專業大獎（日语：日本映画プロフェッショナル大賞）新人奨励賞：滿島光
- 第6回報知金酸莓獎最差新人：Stephanie

## 外部連結
- 超級女聲 官方網站[永久]（日語）
- 超級女聲 Yahoo電影簡介（繁體中文）